# Gongylidia
Ne doit pas être confondu avec Gongylidium.

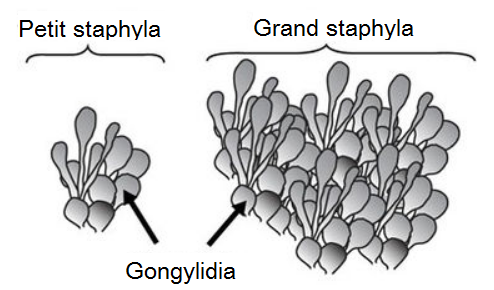
Dessins de gongylidia et de staphylae de différentes tailles.

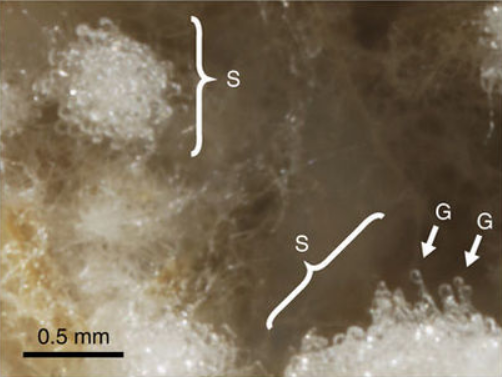
Photographie de gongylidia (G) et de staphylae (S) dans un jardin de champignon entretenu par des fourmis champignonnistes de l'espèce Acromyrmex echinatior.

Les gongylidia (gongylidium au singulier) sont des hyphes hypertrophiés produits par des champignons cultivés par des fourmis champignonnières (tribu des Attini, sous-famille des Myrmicinae).
Les gongylidia servent de nourriture aux larves, aux ouvrières, aux soldats et à la reine. Ils sont de forme ellipsoïde, d'un diamètre de 30 à 50 µm. Ils sont riches en lipides et en glucides, dérivés des débris végétaux sur lesquels ils poussent en amas appelés staphylae.